# Sheng Dashi
Pour les articles homonymes, voir Sheng (homonymie).
Sheng Dashi Cheng Ta-Che ou Sheng Ta-Shih (盛大士) est un peintre chinois des XVIIIe et XIXe siècles, né en 1771 il est actif à partir de 1800. La date de son décès ainsi que ses origines ne sont pas connues.

## Biographie
Fonctionnaire, poète et peintre, Sheng Dashi est l'auteur d'un traité d'esthétique intitulé le Qishan Woyou Lu, paru en 1822. Cet ouvrage de deux volumes, est, dans sa conception, tout à fait typique des écrits des peintres lettrés de cette époque: c'est un ensemble de propos variés, sans rigueur ni organisation, où se mêlent des banalités, des citations pillées un peu partout, des recettes techniques, des propos sur l'esthétique et des jugements critiques.

Mais l'esprit en est très représentatif de l'école de Wang Yuanqi et cela représente donc un véritable intérêt documentaire.